# Stensbygård
Stensbygård og Vrangsgård er et gods lidt vest for landsbyen Stensby på det sydligste Sjælland, og cirka 2 km nordøst for Farøbroerne. Det er dannet ved sammenlægning af Stensbymølle og Vrangsgaarde og opførelsen af et nyt gårdanlæg i 1872 efter tegninger af arkitekt August Klein (1839-1909). Gårdene ligger i Stensby Sogn i Vordingborg Kommune.
Stensbygaard Gods er på 410 hektar, heraf 260 hektar agerjord og 150 hektar skov. Til godset hører 15 udlejningsboliger. 

## Ejere af Stensbygaard
- (1793-1820) Jacob Malling
- (1831-1831) Enkefru Marie Vibeke Neergaard Malling
- (1820-1860) Peter Neergaard Malling
- (1860-1897) Peter Neergaard Terpager Malling
- (1897-1906) Vilhelm Peter Christian Bruun de Neergaard
- (1906-1910) P.M. Wessel
- (1910-1913) V.A. Goldschmidt
- (1913-1924) G. Rée
- (1924-1956) A.E. Reimann
- (1956-) Stensbygård, Aktieselskabet af 18. maj 1956